# Ey (Oberharzer Familie)
Die Wurzeln der Familie Ey aus Clausthal lassen sich seit rund zwei Jahrhunderten im Oberharz nachweisen. Die Familie steht insbesondere seit der deutschen Zeit der Aufklärung und der Romantik ab dem 19. Jahrhundert im Zusammenhang mit Heimatschriftstellern und deren Sammlungen von Märchen, Sagen und prosaischen Erzählungen im Dialekt der Bergleute aus dem Oberharz sowie mit damit verbundenen Verlagen und Buchhandlungen bis in die neuere Geschichte der niedersächsischen Landeshauptstadt Hannover.

## Geschichte
Der bisher älteste Vorfahr soll der Anfang des 19. Jahrhunderts in Clausthal geborene Johann Christian Friedrich Ey sein, evangelisch-lutherisch getauft und verheiratet mit Sophie Jacobine Hüddersen (* 25. Juni 1805 in Ührde; † 5. Oktober 1834 ebenda).
1810 wurde in Clausthal der Lehrer und Heimatschriftsteller August Ey geboren, der Vater des späteren Professors und Heimatschriftstellers Adolf Ey.
Ab der Mitte des 19. Jahrhunderts rückte die Literatur rund um Clausthal und den Oberharz allgemein in den Mittelpunkt nationalen Interesses: Der 1807 ebenfalls in Clausthal geborene Pfarrer und Heimatdichter Georg Schulze sammelte für seine 1833 in Clausthal erschienenen Harzgedichte ... Sagen und Märchen in der Mundart einzelner, namentlich benannter Bergleute, die ebenfalls teilweise in Clausthal lebten. Diese Gedichte veranlassten etwa Jakob Grimm zu einer Stellungnahme in den Göttingischen Gelehrten Anzeigen, wie der Schriftsteller Heinrich Pröhle später schrieb. Schulze veröffentlichte auch eigene prosaische Erzählungen im Dialekt der Oberharzer und hatte Kontakt zu verschiedenen Buchhändlern, etwa zu „Schweiger, dem früheren Stadtverordnetenvorsteher und hannöverischen Landtagsabgeordneten von Clausthal“.
Ein anderer Buchhändler, Christian Ludwig Ey (* 17. November 1849 in Clausthal; † 21. Mai 1926 in Hannover), eröffnete später in Hannover am 18. September 1878 in der Georgstraße 37 seine „Buch-, Kunst- u. Landkartenhandlung nebst Antiquariat“, sein Sohn Ludwig Ey führte diese Buchhandlung weiter und unterhielt einen Verlag.